# Hrabstwo Mifflin
Hrabstwo Mifflin (ang. Mifflin County) – hrabstwo w stanie Pensylwania w Stanach Zjednoczonych.

## Miejscowości

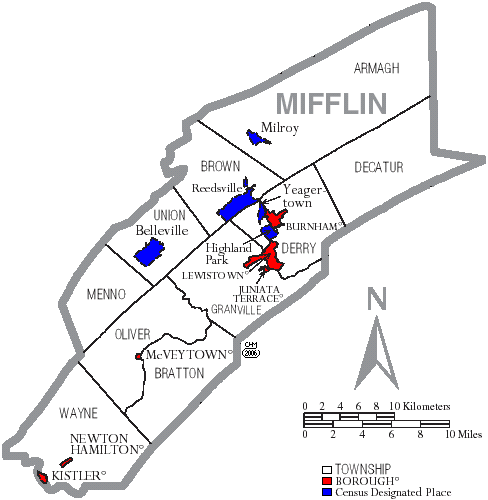
Rozmieszczenie miast i Broughs na mapie hrabstwa

### Boroughs
| - Burnham - Juniata Terrace - Kistler | - Lewistown - McVeytown - Newton Hamilton |